# Kormákr Ögmundarson
Kormákr Ögmundarson (nórdico antiguo: Kormákr Ǫgmundarson, c. 935-970) fue un escaldo de Islandia en el siglo X. Es el protagonista de la saga de Kormák que conserva un significativo monto de la obra atribuida a su persona. Según Skáldatal fue un poeta asignado a la corte del jarl de Lade Sigurðr Hlaðajarl; algunos fragmentos del drápa dedicado al jarl se conserva en Skáldskaparmál.
El nombre propio procede del gaélico «cormac» lo que sugiere que tuvo algún tipo de conexión familiar con el mundo celta, quizás lazos hiberno-nórdicos.